# Hephaestion tolhuaca
Hephaestion tolhuaca là một loài bọ cánh cứng trong họ Cerambycidae.